# George Davies (Fußballspieler)
George Davies (* 16. November 1996 in Freetown) ist ein sierra-leonischer Fußballspieler.

## Karriere
George Davies erlernte das Fußballspielen in verschiedenen Jugendabteilungen in Sierra Leone, unter anderem auch bei der Right to Dream Academy, einer Zweigstelle des englischen Premier-League-Teilnehmers Manchester City. 2014 wechselte er in die 2. Bundesliga zur SpVgg Greuther Fürth und gab dort am 16. Dezember gegen den VfL Bochum sein Profi-Debüt, als er in der 70. Minute für Zhi Gin Lam eingewechselt wurde.
Im Januar 2017 wurde er an den österreichischen Zweitligisten Floridsdorfer AC verliehen.
Im Juli 2017 wechselte er zum österreichischen Bundesligisten SKN St. Pölten, bei dem er einen bis Juni 2020 gültigen Vertrag erhielt. Im März 2018 wurde er nach Lettland an den Riga FC verliehen. Im Januar 2019 kehrte er wieder nach St. Pölten zurück. Mit dem SKN stieg er 2021 aus der Bundesliga ab. Insgesamt kam der Offensivspieler zu 58 Bundesliga- und 29 Zweitligaeinsätzen beim SKN.
Im Januar 2023 wechselte Davies innerhalb der 2. Liga zum FC Admira Wacker Mödling, bei dem er einen bis Juni 2024 laufenden Vertrag erhielt. Für die Admira kam er zu 37 Zweitligaeinsätzen, ehe er das Team nach der Saison 2023/24 verließ. Nach einem halben Jahr ohne Klub schloss er sich im Januar 2025 Ligakonkurrent SV Stripfing an. Für Stripfing lief er 13 Mal in der 2. Liga auf.
Zur Saison 2025/26 wechselte Davies weiter innerhalb der Liga zum SKU Amstetten.

## Erfolge
Riga FC
- Lettischer Meister: 2018
- Lettischer Pokalsieger: 2018